# Spoorlijn Essen-Borbeck - Essen-Altendorf
De spoorlijn Essen-Borbeck - Essen-Altendorf was een Duitse spoorlijn en was als spoorlijn 2174 onder beheer van DB Netze.

## Geschiedenis
Het traject werd door de Preußische Staatseisenbahnen geopend op 25 maart 1912. In 1984 is de lijn gesloten en vervolgens opgebroken.

## Aansluitingen
In de volgende plaatsen is of was er een aansluiting op de volgende spoorlijnen:
Essen-Borbeck
DB 2280, spoorlijn tussen aansluiting Walzwerk en Essen West
Essen-Altendorf
DB 7, spoorlijn tussen Essen-Altendorf en Essen-Altenessen Rheinisch
DB 2505, spoorlijn tussen Krefeld en Bochum

## Elektrische tractie
Het traject werd in 1980 geëlektrificeerd met een wisselspanning van 15.000 volt 16⅔ Hz.